# デュース
デュース（英語: Deuce）とは、テニスやバレーボールなどのスポーツにおいて、ルール上の区切りとなる得点よりも1点少ない得点以上の得点で同点となった状態を指す。「ジュース」と呼ばれることもある。卓球やバドミントンでは、ルール上定義された言葉ではないが、相当する用語が存在しないため、一般的に使用される場合もある。
英語圏では単に「2」の事をdeuceと呼ぶことがある（詳細は後述）。

## ソフトテニス
ソフトテニスでは3-2（スリー・ツー）《ファイナルゲームに限り6-5》または2-3（ツー・スリー）《ファイナルゲームに限り5-6》の時に、2《ファイナルゲームにおいては5》だった選手、組がポイントを取り、3-3《ファイナルゲームにおいては6-6》となった状態をデュースという。ここからはどちらかが2ポイント連取するまでそのゲームは続く。1ポイント取った側が、サーバーだった場合はアドバンテージ･サーバーとコールし、レシーバーだった場合はアドバンテージ･レシーバーとコールする。次に相手側にポイントが入れば、デュースアゲインとなる。

## 硬式テニス
硬式テニスでは40-30（フォーティー・サーティー）または30-40（サーティー・フォーティー）の時に、30だったプレーヤーまたは組がポイントを取り、40-40となった状態をデュースという。ここからはどちらかが2ポイント差をつけるまでそのゲームは続く。1ポイントリードした側をアドヴァンテージ (advantage) と呼ぶ。リードされている側に次にポイントが入れば、再びデュースとなる。
またゲームカウントについて、タイブレークのルールを採用していなければ、ゲームカウントが6-6となった後も2ゲーム差がつくまでセットが続けられる。硬式テニスの最長試合は2010年6月21日のウィンブルドン選手権で行われたジョン・イスナーとニコラ・マユの試合である。ウィンブルドンではこの時、最終セットではタイブレークを採用しておらず、最終の第5セットにおいて2日の日没による中断を挟んだ後、3日目に試合開始から延べ11時間5分に及んだ末、ゲームカウント70-68でイスナーがセットを取得し勝利した（注：タイブレークのポイントではない）。この試合だけで12個のギネス記録が生まれた。

## 卓球
卓球には、ルール上定義された用語としては「デュース」は存在しない。ただし、相当する便利な用語がないため、会話上では使用されるケースも見られる。この場合、卓球の1ゲーム（テニスなどからの想像により「セット」と誤用されることの多い試合の中の区切りの単位）は、基本的には11点（かつては21点）を先取した側が獲得することから、10対10（かつては20対20）、またはそれ以上の点数で同点となった状態を指す。公式ルールによる試合進行では、このような状態においても各時点での得点をコールするのみであり、審判があらためてデュースを宣言することはない（したがって、ルールブックでは、解説文などにおいても「デュース」「アドバンテージ」という言葉は記載されていない）。
卓球におけるゲームの獲得条件は、一方のプレイヤーが他方のプレイヤーに対して、11点以上の得点で2点差以上をつけることであり、「10オール（10対10）」がコールされた後（一般に言うデュースの状態）、そのゲームを獲得するためには、プレイヤーは1点を取った後、さらに続けてもう1点を取らなければならない。したがって、10オールから一方のプレイヤーが2点連続で得点できなかった場合（つまり再び同点になった状態）は、再度2点差をつけることが必要な状態（いわゆるデュース的な状態）に戻る。
10オールになるまで（10対10になるまで）は、サーブは2本交代で行うが10オール以後は1本ずつ交互に行う。
ラージボール（新卓球）では、10対10・・・12対12までは、従来（上記）通りだが、13ポイント目を得点した方が、勝利者となる。

## バドミントン
バドミントンにおいても卓球同様に、ルール上定義された用語ではないが、会話上使われることがある。バドミントンは21点先取でそのゲームを獲得できるが、20対20になった場合は「延長戦」という扱いで2点差をつけたほうがそのゲームを獲得できる。ただし、29対29になった場合は次の30点目を取った方がそのゲームを獲得できる。
なお、現在はラリーポイント制であるが、それ以前の旧ルールでは「セッティング」という独自のルールが存在した。それは15点制の場合は13対13のとき5点、14対14のとき3点(11点制では9対9で3点、10対10で2点)のエキストラポイントをセットする権利が先にその点に達していた側に与えられる。権利を使うとそのエキストラポイントを先取したほうが勝ちとなる。権利を使わない方を選択すると、エキストラポイントは関係なく15点先取(11点制の場合は11点先取)となる。

## バレーボール
バレーボールでは、デュースでない場合には、第1から第4セットでは25点、第5セットでは15点を先取した側が1セットを獲得する。従ってデュースは、第1から第4セットでは24対24、第5セットでは14対14、およびそれらの後で同点となった状態を指す。デュースの際には2点差がつくまでセットが続行される。
1988年のソウルオリンピックの後からラリーポイント制が1999年に導入されるまでの期間は、全セットにおいて、デュースでない場合は15点先取、14対14でデュース、そして第5セットを除き、どちらかが17点を獲得した場合は打ち切りとした。

## ファウストボール
ファウストボールは1セット11点先取制。ただし10対10でデュースとなり、2点差が付くか、15点目を先取した側が、そのセットを取得する。

## アメリカンフットボール
屋内型8人制のインドアフットボールリーグでは、キックオフなどのフリーキックがゴールポストを通過した場合、デュースとして2点がキッキングチームに与えられるルールが設けられている。

## その他
特に英語圏において、トランプの2の札・サイコロの2の目・二世などの「2」の事をデュースと呼ぶ場合がある。これはフランス語のdeuxと同じ語源である。